# Naturschutzgebiete in Sierra Leone

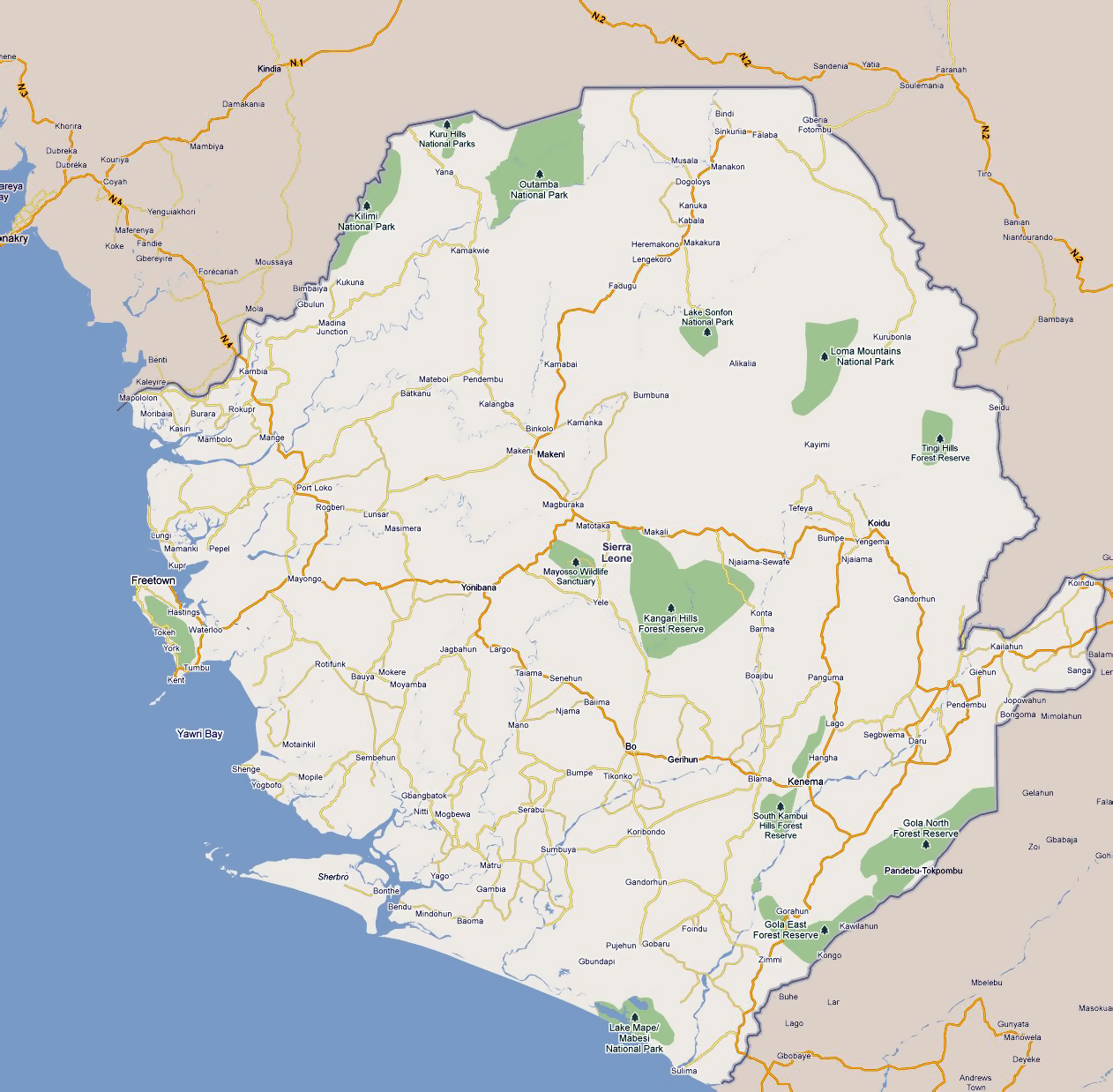
Naturschutzgebiete in Sierra Leone

Staatliche Naturschutzgebiete in Sierra Leone werden von der National Protected Area Authority (NPAA) verwaltet und vom Ministerium für Landwirtschaft und Nahrungsmittelsicherung (MAFS) festgelegt. Zahlreiche der proklamierten Schutzgebiete werden jedoch faktisch lokal verwaltet und von internationalen Entwicklungshilfegeldern und Organisationen wie zum Beispiel BirdLife International finanziert. Nationaler Unterstützer ist die Conservation Society of Sierra Leone.
9,39 Prozent der Landfläche und 0,54 Prozent der Meeresfläche Sierra Leones sind laut IUCN als Schutzgebiete ausgewiesen. Laut der NPAA ist es geplant acht Land- und sieben Wasserschutzgebiete mit einem Anteil von 6,8 Prozent an der Gesamtfläche auszuweisen.

## Schutzstatus
Es werden sieben Arten von staatlichen Schutzgebieten unterschieden:
1. National Park (Englisch für Nationalpark)
2. Forest Reserve (Waldschutzgebiet)
3. Strict Nature Reserve (Strenges Naturschutzgebiet)
4. Game Reserve (Wildschutzgebiet)
5. No or Non – Hunting Forest Reserve (Waldschutzgebiet ohne Jagd)
6. Game Sanctuary (Tierschutzgebiet)
7. Marine Protected Area (Meeresschutzgebiet)

## Staatliche Schutzgebiete
Sortiert nach nationalem Status.
| Name                                  | Größe (km²) | Proklamation             | Besonderheiten                                              | Nationaler Status (NPAA)   | Nationaler Status (andere Quellen)          | IUCN-Kategorie                 | Lage                        |
| ------------------------------------- | ----------- | ------------------------ | ----------------------------------------------------------- | -------------------------- | ------------------------------------------- | ------------------------------ | --------------------------- |
| Gola Rainforest                       | 710,70      | 2008 (2010)              | zur Aufnahme in die Liste des UNESCO-Welterbe vorgeschlagen | Nationalpark               | Nationalpark                                | II (Nationalpark)              | 7° 38′ 22″ N, 10° 54′ 6″ W  |
| Kuru Hills                            | 069,93      | 1955                     |                                                             |                            | Nationalpark bzw. Waldschutzgebiet          | keine                          | 9° 52′ 57″ N, 12° 17′ 47″ W |
| Loma Mountains                        | 332,01      | 1972 (2013)              |                                                             | Nationalpark               | Nationalpark                                | II (Nationalpark)              | 9° 11′ 15″ N, 11° 6′ 53″ W  |
| Mape-See                              | 075,11      |                          |                                                             |                            | Nationalpark (?)                            | keine                          | 7° 8′ 54″ N, 11° 47′ 52″ W  |
| Outamba-Kilimi                        | 1109,00     | 1986 (1995)              | größte Artenvielfalt des Landes                             | Nationalpark               | Nationalpark                                | II (Nationalpark)              | 9° 46′ 19″ N, 12° 1′ 34″ W  |
| Sonfon-See                            | 051,80      |                          |                                                             |                            | Nationalpark (?)                            | keine                          | 9° 14′ 54″ N, 11° 31′ 17″ W |
| Western Area Peninsular               | 176,88      | 1916 bzw. 1972 bzw. 2013 | zur Aufnahme in die Liste des UNESCO-Welterbe vorgeschlagen | Nationalpark               | Nationalpark                                | II (Nationalpark)              | 8° 22′ 59″ N, 13° 10′ 0″ W  |
| Bonthe                                | 998,54      | in Proklamation          |                                                             |                            | Strenges Naturschutzgebiet                  | keine                          | 7° 30′ 40″ N, 12° 29′ 37″ W |
| Mamunta-Mayoso                        | 020,72      |                          |                                                             |                            | Strenges Naturschutzgebiet (Game Sanctuary) | keine                          | 8° 35′ 1″ N, 12° 10′ 0″ W   |
| Sulima                                | 025,90      | in Proklamation          |                                                             |                            | Strenges Naturschutzgebiet                  | keine                          | 7° 6′ 26″ N, 11° 39′ 6″ W   |
| Sewa-Waanje                           | 100,00      | in Proklamation          |                                                             |                            | Wildschutzgebiet                            | keine                          | 7° 20′ 11″ N, 12° 10′ 3″ W  |
| Tingi Hills                           | 118,85      | 1947 bzw. 1973           |                                                             | Waldschutzgebiet ohne Jagd | Waldschutzgebiet ohne Jagd                  | II (Nationalpark)              | 8° 55′ 23″ N, 10° 46′ 21″ W |
| Tiwai                                 | 12          | 1978                     | zur Aufnahme in die Liste des UNESCO-Welterbe vorgeschlagen | Wildschutzgebiet           | Waldschutzgebiet ohne Jagd/Tierschutzgebiet | IV (Biotop-/Artenschutzgebiet) | 7° 32′ 59″ N, 11° 19′ 0″ W  |
| Yawri Bay                             |             |                          |                                                             |                            | Meeresschutzgebiet                          | keine                          |                             |
| Mündungsgebiet des Scarcies           |             |                          |                                                             |                            | Meeresschutzgebiet                          | keine                          |                             |
| Mündungsgebiet des Sierra Leone River |             |                          |                                                             |                            | Meeresschutzgebiet                          | keine                          |                             |
| Mündungsgebiet des Sherbro            |             |                          |                                                             |                            | Meeresschutzgebiet Waldschutzgebiet         | keine                          |                             |
| Banale-Basale                         |             |                          |                                                             |                            | Waldschutzgebiet                            | keine                          |                             |
| Baryeh                                |             |                          |                                                             |                            | Waldschutzgebiet                            | keine                          |                             |
| Bojeni Hills                          |             |                          |                                                             |                            | Waldschutzgebiet                            | keine                          |                             |
| Bradford                              |             |                          |                                                             |                            | Waldschutzgebiet                            | keine                          |                             |
| Dodo Hills                            | 211,85      |                          |                                                             |                            | Waldschutzgebiet                            | keine                          |                             |
| Fairo                                 |             |                          |                                                             |                            | Waldschutzgebiet                            | keine                          |                             |
| Farargbaia                            | 12,6        |                          |                                                             |                            | Waldschutzgebiet                            | keine                          | 8° 57′ 59″ N, 11° 45′ 28″ W |
| Fuhiko                                |             |                          |                                                             |                            | Waldschutzgebiet                            | keine                          |                             |
| Gboi Hills                            |             |                          |                                                             |                            | Waldschutzgebiet                            | keine                          |                             |
| Gori Hills                            |             |                          |                                                             |                            | Waldschutzgebiet                            | keine                          |                             |
| Kambui Hills                          | 143,35      |                          |                                                             | Waldschutzgebiet           | Waldschutzgebiet                            | keine                          | 7° 51′ 34″ N, 11° 19′ 27″ W |
| Kambui-Süd                            |             |                          |                                                             |                            | Waldschutzgebiet                            | keine                          |                             |
| Kambui-Nord                           |             |                          |                                                             |                            | Waldschutzgebiet                            | keine                          |                             |
| Kangari Hills                         | 85,73       | 1995 bzw. 1973           |                                                             | Waldschutzgebiet ohne Jagd | Waldschutzgebiet                            | VI (Ressourcenschutzgebiet)    | 8° 30′ 0″ N, 11° 40′ 0″ W   |
| Kasewe                                | 23,33       |                          |                                                             |                            | Waldschutzgebiet                            | keine                          |                             |
| Kuru Hills                            | 70,01       |                          |                                                             |                            | Waldschutzgebiet                            | keine                          |                             |
| Lalay                                 |             |                          |                                                             |                            | Waldschutzgebiet                            | keine                          |                             |
| Malal Hills                           |             |                          |                                                             |                            | Waldschutzgebiet                            | keine                          |                             |
| Nimini Hills                          | 155,57      |                          |                                                             |                            | Waldschutzgebiet                            | keine                          |                             |
| Ocra Hills                            |             |                          |                                                             |                            | Waldschutzgebiet                            | keine                          |                             |
| Samaia                                |             |                          |                                                             |                            | Waldschutzgebiet                            | keine                          |                             |
| Singamba                              |             |                          |                                                             |                            | Waldschutzgebiet                            | keine                          |                             |
| Tabe                                  |             |                          |                                                             |                            | Waldschutzgebiet                            | keine                          |                             |
| Tama                                  | 170,94      |                          |                                                             |                            | Waldschutzgebiet                            | keine                          |                             |
| Tonia                                 |             |                          |                                                             |                            | Waldschutzgebiet                            | keine                          |                             |
| Tonkoli                               | 476,56      |                          |                                                             |                            | Waldschutzgebiet                            | keine                          |                             |
| Wara Wara Hills                       |             |                          |                                                             |                            | Waldschutzgebiet                            | keine                          |                             |
| Waterloo                              |             |                          |                                                             |                            | Waldschutzgebiet                            | keine                          |                             |
| Yangahun                              |             |                          |                                                             |                            | Waldschutzgebiet                            | keine                          |                             |

(Quelle u. a.): 

## Private Schutzeinrichtungen
- Tacugama Chimpanzee Sanctuary